# Richard Francis Burton
Sir Richard Francis Burton, britanski raziskovalec, častnik, prevajalec, kartograf, pisatelj in filozof, * 19. marec 1821, Torquay, Anglija, Združeno kraljestvo, † 20. oktober 1890, Trst, Avstro-Ogrska.

## Življenje
Richard Francis Burton se je rodil 19. marca leta 1821 v mestu Torquay, grofija Devon v Angliji. Njegov oče, Joseph Netterville Burton, je bil poročnik v britanski vojski, njegova mama, Martha Baker, pa je bila dedinja Richarda Bakerja, bogatega posestnika v Hertfordshiru. V otroštvu je njegova družina veliko potovala med Francijo in Anglijo, zato so ga izobraževali številni zasebni učitelji. Formalno šolanje je začel leta 1829 na šoli v Richmond Greenu. Imel je talent za učenje jezikov in je že zelo zgodaj obvladal francoščino, latinščino, italijanščino ter neapeljski dialekt. Leta 1840 se je vpisal na Trinity kolidž Univerze v Oxfordu, kjer se je naučil še arabščine. Leta 1842 je bil izključen, saj je namenoma kršil univerzitetna pravila.
Po izključitvi iz univerze je vstopil v zasebno vojsko Britanske vzhodnoindijske družbe. V Indiji se je naučil še več indijskih jezikov (hindustanščine, gudžaratščine, pandžabščine, pandžabski dialekt saraiki, sindščino in maratščino, pa tudi perzijščino in arabščino. Poleg tega se je poglobil v hindujsko kulturo. Svojim soborcem se je zdel zelo nenavaden, saj je med drugim vzgajal tudi opice, v upanju, da jih nauči govoriti.
Pridobil je podporo Kraljeve geografske združbe in vabilo, da popiše opažanja med svojimi številnimi potovanji. Po sedmih letih v Indiji se je leta 1853 odpravil drzno na romanje v Meko in, v tem primeru, tudi v Medino. Za potrebe romanja se je povsem zlil z islamsko kulturo in se naučil paštunščine.
Marca 1854 je bil premeščen v politični del Britanske vzhodnoindijske združbe. Nastanil se je na Arabskem polotoku in se pripravil na naslednjo ekspedicijo v osrednjo Somalijo. Leta 1855, ko se je vrnil, je na poti iz mesta Harare, skoraj umrl.
Leta 1856 ga je Kraljeva geografska družba poslala v Zanzibar, da bi raziskal »kopenska morja«, ki so jih opisali arabski trgovci in sužnji. Hkrati naj bi odkril izvir reke Nil, a to ni bil glavni cilj ekspedicije. Pred odhodom se je na skrivaj zaročil z Lady Isabel Arundil, pisateljico, ki je kasneje postala njegova žena. Na raziskovanjih ga je spremljal poročnik John Hanning Speke. Po sedmih mesecih in veliko nevarnih boleznih sta končno prispela do Tanganjiškega jezera. Burton je bil navdušen nad njegovo mogočnostjo, John Speke pa ga zaradi okužbe in, kot posledice okužbe, izgube vida, ni videl. Ker je Burton hudo zbolel, je zapustil odpravo in Speke je sam odkril veliko Viktorijino jezero. Tudi Speke se je vrnil zelo bolan. Kmalu za tem sta se Burton in Speke sprla. Javni prepir je močno onečastil njun ogled.
Januarja 1861 sta se Burton in Isabel Arundil poročila. Po poroki je moral Burton v Ekvatorialno Gvinejo, kjer je delal kot svetovalec. Večino potovanja je raziskoval, med drugim je raziskal tudi reko Kongo in slapove Yellala.
Leta 1875 je bil Burton premeščen v mesto Santos v Brazilijo, kjer se je ponovno združil s svojo ženo. Potoval je po brazilskih višavjih, s kanujem pa je priplul do izvira reke Sao Francisco, slapov Paoula Alfonsa. Med letoma 1868 in 1869 je dvakrat obiskal bojišča Paragvajske vojne.
Leta 1868 je postal Britanski konzul v Damasku, za kar je bil s svojim poznavanjem arabske kulture in običajev zelo primeren. Leta 1871 je bil zaradi številnih incidentov odstavljen in, leta 1872, premeščen v Trst. Delo ga ni zadovoljevalo, a je imel zato veliko časa za popotovanja in pisanje.

### Trst
Kljub temu, da je bil Trst destinacija njegovega izgnanstva, ga je kmalu sprejel kot svoj novi dom. Kasneje se je tam spoznal za odličnega prevajalca, hkrati pa je napisal in izdal veliko knjig. Finančni upeh mu je prinesla šele izdaja knjige Book of Sword (1884), njegova najbolj znana pesniška zbirka pa je bila The Kasidah izdana v Trstu leta 1880. 20. oktobra 1890 je v Trstu zgodaj zjutraj umrl za infarktom. S svojo ženo je pokopan v Londonu.

## Delo
Za čas svojega življenja je izdal preko štirideset knjig ter nešteto člankov in pisem. Njegovo najpomembnejše filozofsko delo je Wit and Wisdom From West Africa; Or, A book of proverbial philosophy idioms anigmas and laconsins. Poleg tega je prevedel Kamasutro in zbirko pripovedk Tisoč in eno noč. Svoja popotovanja je obsežno opisal v veliko knjigah. Za te opise so zelo značilne številne in obsežne opombe.
Sir Richard Francis Bacon ni skrival svojega zanimanja za seksualnost. V svojih delih razsežno opisuje spolne navade ljudi v krajih, ki jih je obiskal. Poleg tega je izmeril dolžine moškega spolnega organa v različnih kulturah, ki jih je nato med seboj primerjal. S tem je prelomil seksualne in rasne tabuje tistega časa. Veliko ljudi je njegova dela videlo kot zelo sporna.

### Erotika
Richarda Burtona pa je najbolj vznemirjala erotika vzhoda. Nase je prevzel odgovornost, da predstavi zahodu starodavne ideje erotike vzhoda kot umetnost ljubezni. Pri takšnem delu mu je v tistih časih grozilo sojenje in odvzem svobode, še posebej po prevodu in tisku knjig: Kama Sutra of Vatsyayana (1883), Ananga Ranga (1885) in The perfumed Garden of the Cheikh Nefzaoui (1886). Objavil je tudi odprto, a zasebno, šestnajst knjižno zbirko imenovano Arabske noči (1885-88). Vsebina te je bila tako nazorna in literarno izvrstno napisana glede rahlo vulgarnih stvari, da je s tem preplašil kritike. Vse izvode je opremil z etnološkimi opombami in drznimi eseji o pornografiji, homoseksualnosti in spolni vzgoji žensk.